# イシ・ナイサラニ
イシ・ナイサラニ（Isi Naisarani、1995年2月14日 - ）は、スーパーラグビー・パシフィック、フォースに所属するフィジー・ナイタシリ出身のラグビーユニオン選手。オーストラリア代表。

## プロフィール
- ポジションはフランカー(FL)、ナンバーエイト(No8)。
- 身長195cm、体重110kg[2]。
- U20オーストラリア代表に選ばれたことがある。
- オーストラリア代表キャップは8（2021年4月現在）でワールドカップ2019のオーストラリア代表に選ばれた[3]。
- バーバリアンズに選ばれたことがある[4]。

## 略歴
ブリスベン・シティー、フォース、パース・スピリット、ブランビーズ、メルボルン・ライジングを経て、2019年、レベルズに加入。
2021年、静岡ブルーレヴズに加入。
2022年1月30日に行われたJAPAN RUGBY LEAGUE ONE第4節レッドハリケーンズ大阪戦にて先発出場で日本での公式戦初出場を果たした。
2023年、フォースに復帰。